# Бергер, Бела
Бела Бергер (венг. Berger Béla; 12 августа 1931, Сомбатхей — 18 декабря 2005, Сидней) — венгерский и австралийский шахматист; международный мастер (1963). Бакалавр искусств.
Родился в Венгрии, после поражения венгерского восстания 1956 года эмигрировал в Австралию.
Участник чемпионата Венгрии 1953 года — 5-е место.
Вице-чемпион Австралии (1958/1959). Двукратный чемпион Нового Южного Уэльса (1957 и 1961).
Участник межзонального турнира в Амстердаме (1964) — 23-е место.